# Lake of Menteith
Der Lake of Menteith (gälisch: Loch Innis Mo Cholmaig) ist ein See (loch) in Schottland, der sich in der Carse of Stirling, der Flussaue des Oberlaufes der Flüsse Forth und Teith, vor Stirling befindet. Bis Anfang des 19. Jahrhunderts wurde der geläufigere schottische Name Loch of Menteith verwendet. Im Blaeu Atlas of Scotland aus dem Jahre 1654 wird er als Loch Inche mahumo bezeichnet. Die einzige Siedlung am See ist Port of Menteith.
Es gibt eine große Anzahl kleiner Inseln in dem Loch. Auf der größten, Inchmahome, liegt Inchmahome Priory, ein altes Kloster. Die Priorei diente Maria Stuart 1547 als Zufluchtsort. Sie war zu dieser Zeit erst vier Jahre alt und blieb nach der für die Schotten mit einer schweren Niederlage endenden Schlacht von Pinkie Cleugh (10. September 1547) für drei Wochen dort.
Der See kann in außergewöhnlich kalten Wintern komplett zufrieren. Wenn das Eis dick genug ist, findet ein Outdoor-Curling-Turnier namens The Bonspiel oder Grand Match auf dem See statt. An dem Ereignis nehmen tausende von Curlern teil, obwohl es unregelmäßig und selten stattfindet. Das letzte große Spiel fand 1979 statt. Das für 2010 geplante Bonspiel wurde aus Sicherheitsgründen abgesagt.
Oft wird behauptet, der Lake of Menteith werde als einziger See in Schottland als lake bezeichnet. Tatsächlich gibt es andere, darunter vier kleine künstliche Seen: Pressmennan Lake, den Lake of the Hirsel, Lake Louise (auf dem Gelände des Skibo Castle), Raith Lake in Kirkcaldy und Cally Lake (nahe Gatehouse of Fleet). Es gibt auch eine Meeresbucht in der Nähe von Kirkcudbright, die als Manxmans Lake bekannt ist. Fast alle anderen wichtigen Stillgewässer in Schottland sind als Lochs bekannt. 